# Onthophagus apterus
Onthophagus apterus är en skalbaggsart som beskrevs av Matthews 1972. Onthophagus apterus ingår i släktet Onthophagus och familjen bladhorningar. Inga underarter finns listade i Catalogue of Life.